# Ala (término militar)
En terminología militar, ala tiene varias acepciones:
- Ala. Se llama ala a las extremidades de la línea formada por la tropa colocada en orden de batalla, sea cual fuera la importancia de ella: compañía, batallón, regimiento, escuadra naval o cuerpo de ejército. El centro es la porción de la línea que se extiende entre las dos alas. El ala derecha es la que se encuentra hacia la derecha de la tropa o escuadra naval cuando da esta el frente hacia delante, o con más propiedad, cuando está cara al enemigo. De esta disposición resulta que cuando se inicia la lucha entre dos ejércitos o flotas, el ala derecha se encuentra frente por frente del ala izquierda del otro.

- También se emplea la palabra ala para designar en un ejército, la fracción constituida que opera en una de las extremidades de la línea de batalla, y consta, según los casos, de varias divisiones o cuerpos de ejército. Las alas y los centros constituyen entonces cuerpos separados, cuyo mando especial se confía a los generales que están a las órdenes inmediatas del general en jefe, y transmiten sus órdenes a los generales que mandan las diferentes divisiones o cuerpos de ejército.

- Impropiamente y por extensión, se llamó ala de tiradores a la línea o guerra de guerrilla de los mismos, y se dice formar en ala a formar en una sola línea.

- El desfile en ala alternada era marchar en una sola hilera, en la que se intercalaban los soldados de la primera línea con los de la segunda.

- Antiguamente se llamaban alas a las piezas de madera que se ponían al lado de la lanza para cargarla hacia la mano.

- Se denomina ala al lienzo de la muralla limitado por un baluarte.

- Ala son las obras de poca consideración que se construyen en los flancos de una plaza en guerra.

## En la Antigua Roma
Tuvo cuatro significados en tiempos de la Antigua Roma:
- En las primeras épocas, cuando el ejército se componía exclusivamente de ciudadanos romanos, se aplicaba a los soldados de caballería que protegían a la legión por sus flancos.[1]

- Cuando los socii entraron a formar parte de las legiones, sus contingentes, tanto de caballería como de infantería, se colocaban a ambos lados de la legión y se llamaban alarii. Tito Livio denominaba alarii a los equites. Julio César menciona las cohortes alariae. También llamó alarii a los latinos y otros italianos que admitió en su ejército en la Guerra de las Galias, porque sus contingentes se colocaban a ambos lados de las legiones. Los ejércitos tuvieron dos alas, que se llamaron ala dextra y ala sinistra; denominación que conservaban, aunque por efecto de las maniobras hechas, la derecha pasar a ser la izquierda del ejército y viceversa. Estas alas terminaron por dividirse en turmae.

- Formaban parte de las caballería auxiliar en tiempos del Imperio romano, reclutadas voluntariamente no ya sólo entre los ciudadanos sino entre los habitantes de las provincias que no gozaban de aquella distinción. Según el número de combatientes que contaban se dividieron en ala milliaria y el ala quinquagenaria: la primera se componía de 1000 hombres con 1065 caballos, puesto que los oficiales tenían dos o tres monturas, y el praefectus alae que la mandaba algunas más. Se dividía en 24 turmae, cada una a las órdenes de un decurio, figurando en cada ala otros dos oficiales llamados duplicarius y sesquplicarius, porque percibían respectivamente dos pagas o paga y media más de la que disfrutaban los soldados. La organización del ala quinquagenaria era análoga a la de la milliaria y estaba formada por 500 hombres con 500 caballos. Además de los oficiales citados, en las alas había varios suboficiales que desempeñaban distintos cargos, como el de armorum custos, vexillarius medicus, tubicen, etc. Tenía por insignia un vexillum de púrpura, llamado también flammula, según Vegecio. Generalmente a un ejército formado por tres legiones, correspondían cuatro alas milliarias y cinco quinquagenarias. Cada ala se denominaba por su nombre particular, que algunas veces era el del país donde se habían reclutado sus contingentes, otras el del emperador que la había creado y otra el de la clase de armas que usaba.

- Existieron también entre los romanos las alae singularium, cuerpos especiales formados por soldados escogidos procedentes de las demás alas y mandadas por pretores.